# Earl Hooker
Earl Hooker (teljes nevén Earl Zebedee Hooker) (Clarksdale, Mississippi, 1929. január 15. – Chicago, Illinois, 1970. április 21.) amerikai bluesgitáros. Bár nem volt olyan ismert, mint számos kortársa, többen (mint pl. B. B. King) a legnagyobb slide-gitárosnak tartották őt.
2013-ban beiktatták a Blues Hall of Fame művészei közé.

## Életpályája
Gyakran szerepelt olyan zenészekkel, mint Sonny Boy Williamson II, Junior Wells és John Lee Hooker. A legkorábbi elektromos gitárosok egyike  volt, akinek a stílusára főként T-Bone Walker és  Robert Nighthawk voltak nagy hatással. Számos kislemezt és albumot vett fel zenekarvezetőként illetve más közismert zenészekkel. Híres volt hangszere, a  Gibson EDS-1275 gyártmányú "Blue Guitar". Nagy sikert ért el a  Muddy Watersszel együtt előadott You Shook Me című bluesfelvétele. (Ezt a számot későbbi generációk a Led Zeppelin előadásában ismerték meg).
Az 1960-as évek végén számos koncertkörutat tett és számos lemezszerződése volt. 41 éves korában halt meg, az évek óta tartó gümőkóra miatt.

## Albumai (nem teljes diszkográfia)
| Év   | Cím                                             | Lemezkiadó     | Megjegyzések                                                                                   |
| ---- | ----------------------------------------------- | -------------- | ---------------------------------------------------------------------------------------------- |
| 1968 | The Genius of Earl Hooker                       | Cuca           | Felvéve: Sauk City, Wisconsin, 1964–67                                                         |
| 1969 | Two Bugs and a Roach                            | Arhoolie       | Felvéve Chicagóban, 1968                                                                       |
| 1969 | Don't Have to Worry                             | Bluesway       | Felvéve Los Angelesben, 1969                                                                   |
| 1969 | Sweet Black Angel                               | Blue Thumb     | Felvéve Los Angelesben, 1969                                                                   |
| 1970 | Hooker and Steve                                | Arhoolie       | Felvéve Berkeleyben, 1969                                                                      |
| 1972 | Funk: The Last of the Great Earl Hooker         | Blues on Blues | Felvéve Chicagóban, 1969                                                                       |
| 1972 | His First and Last Recordings                   | Arhoolie       | Sun és Arhoolie felvételek, 1953, 1968–69                                                      |
| 1972 | There's a Fungus Amung Us                       | Red Lightning  | Cuca felvételek, 1964–67 (ismételten felvéve az 1968-as The Genius of Earl Hooker c. albumhoz) |
| 1993 | Play Your Guitar, Mr. Hooker!                   | Black Top      | Cuca felvételek, 1964–67                                                                       |
| 1998 | The Moon Is Rising                              | Arhoolie       | Arhoolie, helyszíni felvételek, 1968–69                                                        |
| 1999 | Simply the Best: Earl Hooker Collection         | MCA            | Chess, Blue Thumb és Bluesway felvételek, 1956–69                                              |
| 2003 | Blue Guitar: The Chief and Age Sessions 1959–63 | P-Vine         | Chief, Profile és Age felvételek, 1959–63                                                      |
| 2006 | An Introduction to Earl Hooker                  | Fuel           | Chief és Age felvételek, 1959–62                                                               |